# Placówka Straży Celnej „Brzeźno” (Brzeźno)

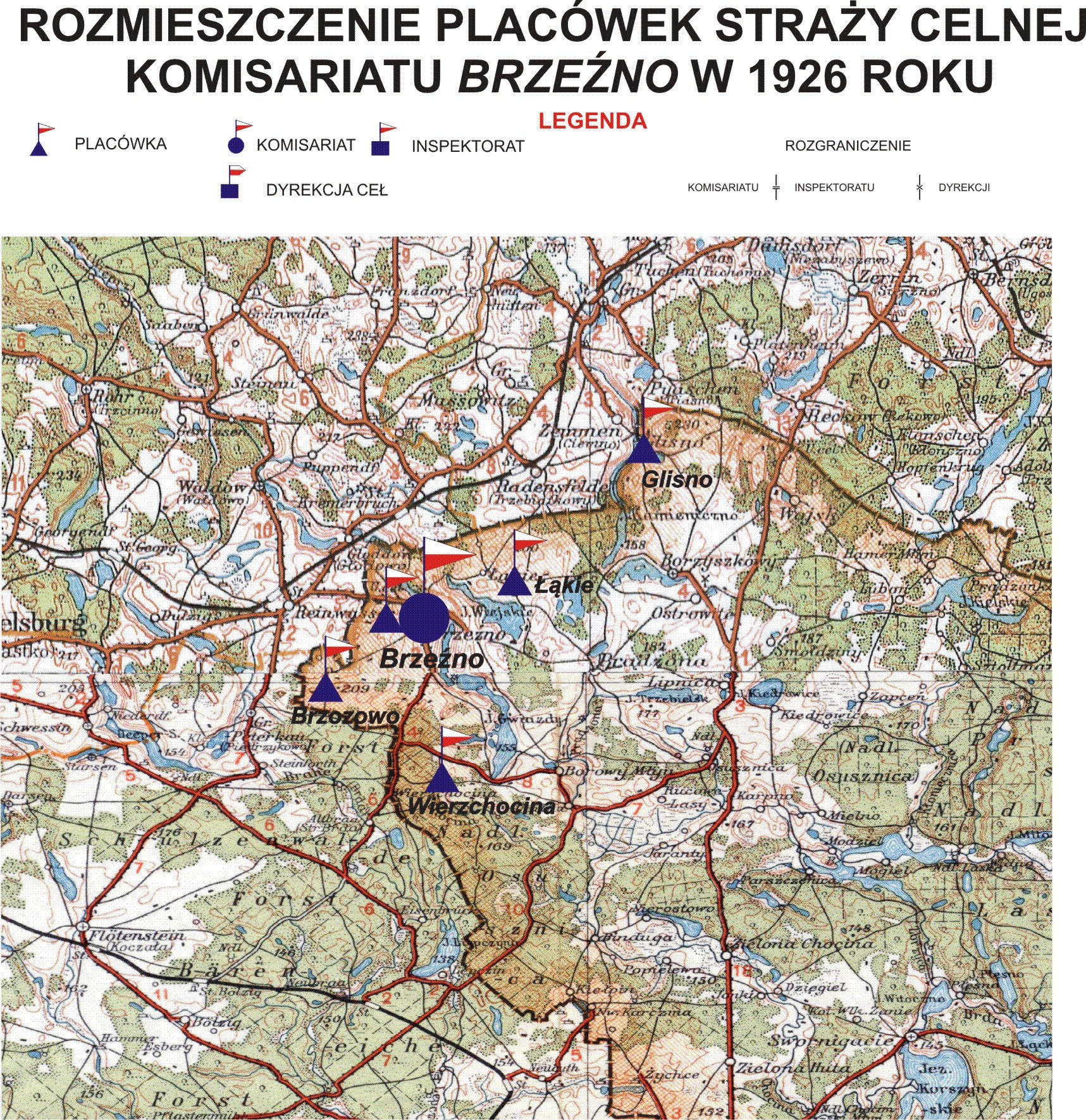
Komisariat Brzeźno

Placówka Straży Celnej „Brzeźno” – jednostka organizacyjna Straży Celnej pełniąca w okresie międzywojennym służbę ochronną na granicy polsko-niemieckiej.

## Formowanie i zmiany organizacyjne
Na wniosek Ministerstwa Skarbu, uchwałą z 10 marca 1920 roku, powołano do życia Straż Celną. Jednostki Straży Celnej rozpoczęły przejmowanie odcinków granicy od pododdziałów Batalionów Celnych. W 1921 roku w Brzeźnie stacjonował sztab 1 kompanii 20 batalionu celnego. Kompania wystawiała między innymi placówkę w Brzeźnie. Proces tworzenia Straży Celnej trwał do końca 1922 roku. Placówka Straży Celnej „Brzeźno” weszła w podporządkowanie komisariatu Straży Celnej „Brzeźno” z Inspektoratu SC „Chojnice”.
W drugiej połowie 1927 roku przystąpiono do gruntownej reorganizacji Straży Celnej. W praktyce skutkowało to rozwiązaniem tej formacji granicznej. Ochronę północnej, zachodniej i południowej granicy państwa przejęła powołana z dniem 2 kwietnia 1928 roku Straż Graniczna.
Rozkazem nr 2 z 19 kwietnia 1928 roku w sprawie organizacji Pomorskiego Inspektoratu Okręgowego dowódca Straży Granicznej gen. bryg. Stefan Pasławski określił strukturę organizacyjną komisariatu SG „Prądzona”. Placówka Straży Granicznej I linii „Brzeźno” znalazła się w jego strukturze.

## Funkcjonariusze placówki
Kierownicy placówki
| stopień    | imię i nazwisko, numer | okres pełnienia służby | kolejne stanowisko |
| ---------- | ---------------------- | ---------------------- | ------------------ |
| przodownik | Józef Kowalczyk (1872) | był w 1926             |                    |

Obsada personalna placówki w 1926:
- przodownik Józef Kowalczyk (1872)
- starszy strażnik Ludwik Urbaniak (2168)
- starszy strażnik Alojzy Dymek (1645)
- strażnik Franciszek Kaczmarek (1854)
- strażnik Ignacy Biedny (1683)
- strażnik Franciszek Wojciechowski (2123)
- strażnik Jan Orłowski (3016)
- strażnik Antoni Grączyk (1731)
- strażnik Józef Wolny (2221)
- strażnik Leon Sikora (3352)